# Liaison cachée
Liaison cachée (Secret Liaison) est un téléfilm canadien réalisé par Andrew de Villiers, diffusé le 21 août 2013 sur The Movie Network, aux États-Unis le 6 septembre 2013 sur Lifetime Movie Network et en France le 10 octobre 2013 sur TF1.

## Fiche technique
- Titre original : Secret Liaison
- Réalisation : Andrew de Villiers
- Scénario : Andrew de Villiers et Michael Richard Cope
- Photographie : Shawn Seifert
- Musique : Christopher Nickel
- Durée : 85 minutes
- Pays :  Canada

## Distribution
- Meredith Monroe : Samantha Simms
- Rick Ravanello : Brad Mortensen
- Nicole LaPlaca : Brenda Simms
- Lochlyn Munro : Mark Carey
- Julia Benson : Alice Walters
- Paul Lazenby : Wayne
- Tommy Douglas : Trevor
- Tracy Trueman : Caylene Ledha
- Rebecca Rifai : Gina Horton
- Nelson Wong : Richard
- Style Dayne : Stagiaire
- Barbara Kottmeier : Dayana Smith